# Tsugutoshi Oishi
Tsugutoshi Oishi (大石 治寿 Oishi Tsugutoshi?, nacido el 25 de septiembre de 1989 en Kanagawa) es un futbolista japonés que se desempeña como delantero.

## Trayectoria

### Clubes
| Club                | País  | Año         |
| ------------------- | ----- | ----------- |
| FC Kariya           | Japón | 2009 - 2013 |
| Fujieda MYFC        | Japón | 2014 - 2015 |
| Tochigi SC          | Japón | 2016        |
| Renofa Yamaguchi FC | Japón | 2017 -      |

## Estadística de carrera

### J. League
| Club                | Año   | J. League | J. League | Copa J. League | Copa J. League | Total | Total |
| Club                | Año   | Part.     | Goles     | Part.          | Goles          | Part. | Goles |
| ------------------- | ----- | --------- | --------- | -------------- | -------------- | ----- | ----- |
| Fujieda MYFC        | 2014  | 29        | 17        | -              | -              | 29    | 17    |
| Fujieda MYFC        | 2015  | 30        | 14        | -              | -              | 30    | 14    |
| Tochigi SC          | 2016  | 30        | 11        | -              | -              | 30    | 11    |
| Renofa Yamaguchi FC | 2017  | 23        | 3         | -              | -              | 23    | 3     |
| Total               | Total | 112       | 45        | 0              | 0              | 112   | 45    |